# Дворянство в царствование Петра I

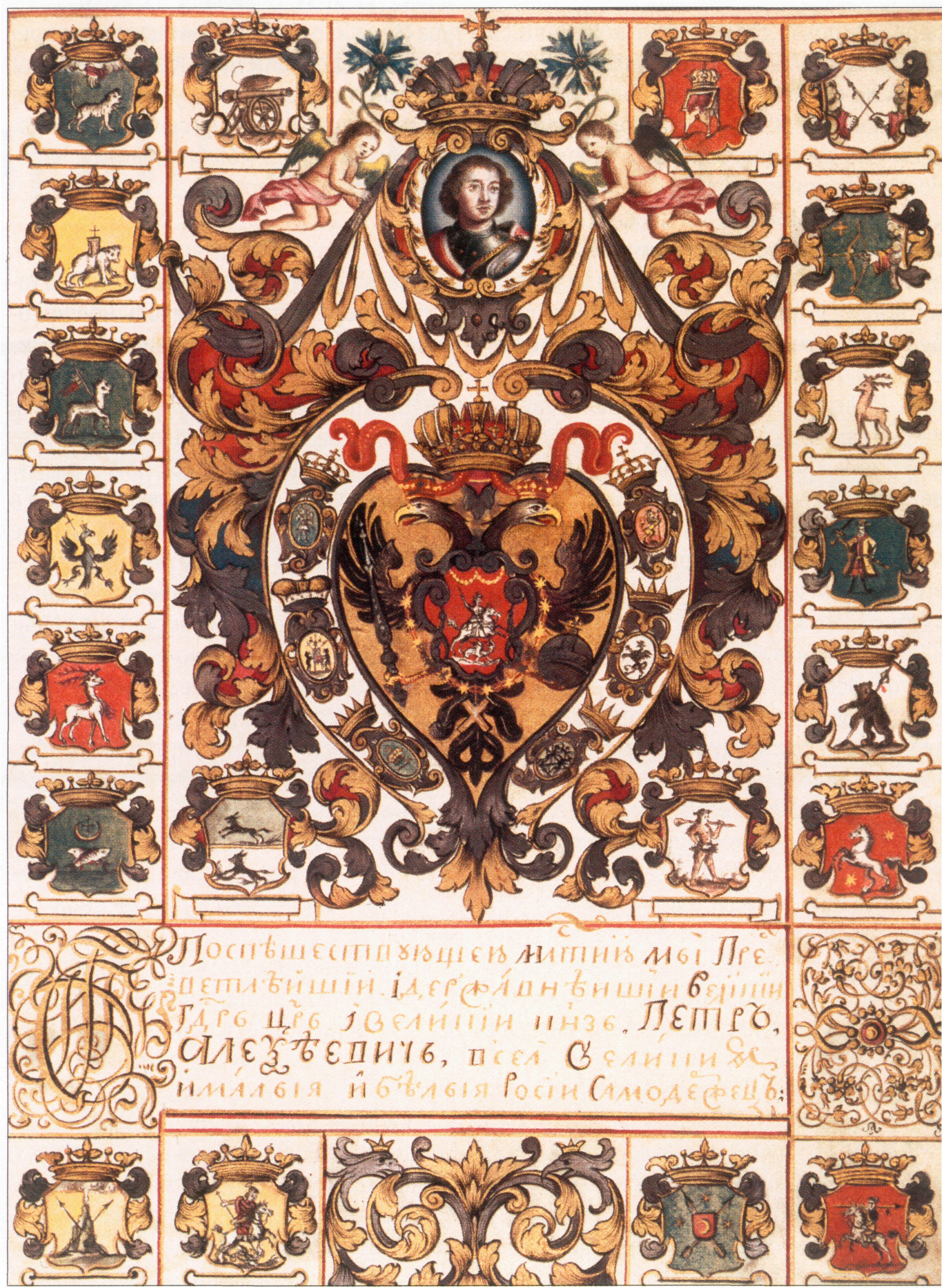
Жалованная грамота Петра I Г. И. Головкину на вотчину, титульный лист, 1711 год.

Дворянство в царствование Петра I — дворянское сословие (российское дворянство) в России царского и имперского периодов, во время правления Петра Великого.
В наследие от своих предшественников Пётр I получил служилое сословие сильно расшатанным и не похожим на тот служилый класс, который знала под этим названием эпоха расцвета Русского государства. Но Петру I Алексеевичу досталось от его предков на разрешение всё та же великая государственная задача, над которой вот уже два века трудились люди Московского государства — «собирание русских земель», потерянных от агрессии соседей Руси. Территория государства должна была войти в свои естественные границы, огромное пространство, занятое самостоятельной политически народностью, должна была иметь выход к морям — Русскому и Варяжскому. Этого требовали и состояние хозяйства страны, и интересы всё той же безопасности. В качестве исполнителей этой задачи предшествующие эпохи дали ему в руки класс людей, исторически воспитывавшихся в труде над задачей собирания всей Руси. Этот класс попал в руки Петра Алексеевича не только готовым к тем усовершенствованиям, которая давно требовала жизнь, но уже и приспосабливающимся к тем новым приёмам борьбы, с которыми Пётр I начал компании. Старая задача и старое знакомое дело разрешения её — война — не оставляли ни времени, ни возможности, ни даже надобности, поскольку последнюю исторически можно принимать, много заботиться о новшествах, новом устройстве и новом назначении служилого класса. По существу при Петре I продолжали развиваться те же начала в сословии, какие выдвинул XVII век.

## Прикрепление служилого сословия к отбыванию военной повинности
Занятый почти всё время своего царствования войной, Пётр так же, как и его предки, если не больше, нуждался в прикреплении сословий к определённому делу, и при нём прикрепление служилого сословия к делам государства было таким же нерушимым принципом, как и в XVII веке.
Меры Петра I по отношению к служилому сословию во время войны носили случайный характер и лишь около 1717 года, когда царь вплотную занялся «гражданством», начинают становиться общими и систематическими.
От «старого» в устройстве служилого сословия при Петре осталась неизменной прежняя закрепощённость служилого сословия путём личной службы каждого служилого человека государству. Но в этой закрепощённости изменилась несколько её форма. В первые годы шведской войны дворянская конница отбывала ещё военную службу на прежних началах, но имела значение не главной силы, а только вспомогательной. В 1706 году в армии Шереметева служили по-прежнему стольники, стряпчие, московские дворяне, жильцы и так далее. В 1712 году ввиду опасений войны с турками всем этим чинам было приказано снарядиться на службу под новым именем — царедворцы. С 1711—1712 годов постепенно выходят из обращения в документах и указах выражения: дети боярские, служилые люди и заменяются заимствованными из Королевства Польского выражением шляхетство, которое, в свою очередь, взято поляками у немцев и переделано из слова «Geschlecht» — род. В указе Петра 1712 года всё служилое сословие именуется шляхетством. Иностранное слово было выбрано не только по одному пристрастию Петра к иностранным словам, а потому, что в московское время выражение «дворянин» обозначало сравнительно очень невысокий чин, и люди старших служилых, придворных и думных чинов не называли себя дворянами. В последние годы царствования Петра и при его ближайших преемниках выражения «дворянство» и «шляхетство» одинаково в ходу, но лишь со времён Екатерины II слово «шляхетство» совсем исчезает из обиходной речи русского языка.
Итак, дворяне времён Петра Великого на всю жизнь прикреплены к отбыванию государственной службы, как и служилые люди московских времён. Но, оставаясь всю жизнь прикреплёнными к службе, дворяне при Петре несут эту службу в довольно-таки изменённом виде. Теперь они обязаны служить в регулярных полках и во флоте и отправлять гражданскую службу во всех тех административных и судебных учреждениях, которые были преобразованы из старых и возникли вновь, причём военная и гражданская служба размежёвываются. Так как служба в Русской армии, во флоте и в новых гражданских учреждениях требовала некоторого образования, хотя бы кое-каких специальных познаний, то для дворян была сделана обязательной школьная подготовка к службе с детства.
На действительную службу дворянин петровских времён зачислялся с пятнадцатилетнего возраста и должен был начинать её непременно с «фундаменту», по выражению Петра, то есть рядовым (солдатом, рейтаром, драгуном и так далее) в армии или матросом во флоте, унтер-шрейбером или коллегии юнкером в гражданских учреждениях. Учиться полагалось по закону только до пятнадцати лет, а далее надо было служить, и Пётр очень строго следил, чтобы шляхетство было при деле. Время от времени он устраивал смотры всех взрослых дворян, состоявших и не состоявших на службе, и дворянских «недорослей», как именовались не достигшие узаконенного для службы возраста дворянские дети. На этих смотрах, производившихся в Москве и Петербурге, царь иногда лично распределял дворян и недорослей по полкам и школам, собственноручно ставя в списках «крыжи» против фамилий тех, которые годились на службу. В 1704 году Пётр сам пересмотрел в Москве более 8 000 созванных туда дворян. Разрядный дьяк выкликал дворян по именам, а царь смотрел по тетради и ставил свои отметки.
Кроме отбывания заграничного учения, дворянство несло обязательную школьную повинность. Окончив обязательное обучение, дворянин отправлялся на службу. Дворянские недоросли «по годности» зачислились одни — в гвардию, другие — в армейские полки или в «гарнизоны». Лейб-гвардейские Преображенский и Семёновский полки состояли исключительно из дворян и были своего рода практической школой офицеров для армейских полков. Указом 1714 года было запрещено производить в офицеры «из дворянских пород» не служивших солдатами в лейб-гвардии.

## Прикрепление дворян к гражданской службе
Кроме военной службы такой же обязательной повинностью для шляхетства становится при Петре гражданская служба. Это прикрепление и к гражданской службе было большой новостью для шляхетства. В XVI и XVII веках только одна военная служба считалась настоящей службой, и служилые люди если и занимали высшие гражданские должности, то исполняли их как временные поручения — это были «дела», «посылки», а не служба. При Петре штатская служба становится одинаково почётной и обязательной для дворянина, как и военная. Зная старинную нелюбовь служилых людей к «кропивному семени», Пётр предписывал «не ставить в укоризну» прохождение этой службы людям знатных шляхетских фамилий. В виде уступки чванному чувству шляхетства, гнушавшегося служить рядом с подьяческими детьми, Пётр Великий постановил в 1724 году «в секретари не из шляхетства не определять, дабы потом могли в асессоры, советники и выше происходить», из подьяческого же звания в чин секретаря производили лишь в случае исключительных заслуг. Как и военная служба, новая гражданская — по новому местному управлению и в новых судах, в коллегиях и при Сенате — требовала некоторой предварительной подготовки. Для этого при столичных канцеляриях, коллежских и сенатских, стали заводить род школ, куда сдавали дворянских недорослей для прохождения ими тайн приказного делопроизводства, юриспруденции, экономии и «гражданства», то есть вообще учили всем не военным наукам, знать которые необходимо для человека «штатской» службы. Генеральным регламентом в 1720 году такие школы, отданные под начало секретарей, было признано необходимым учреждать при всех канцеляриях, так чтобы при каждой находилось в обучении человек по 6 или 7 шляхетских детей. Но это плохо осуществилось: от гражданской службы шляхетство упорно сторонилось.
Сознавая трудность добиться добровольного тяготения шляхетства к штатской службе, а с другой стороны — имея в виду, что впоследствии более лёгкая служба будет привлекать к себе больше охотников, Пётр не предоставил дворянству права выбирать службу по собственному усмотрению. На смотрах дворян назначали на службу по их «годности», по внешнему виду, по способностям и по состоятельности каждого, причём была установлена известная пропорция службы в военном и гражданском ведомствах: из каждой фамилии на гражданских должностях могла состоять лишь 1/3 наличных её членов, записанных на службу. Сделано это было для того, чтобы «служилых на море и на суше не оскудить».
1. генеральные именные и порознь;
2. кто из них к делам годится и употреблены будут и к каким и сколько затем останется;
3. сколько у кого детей и каких лет и впредь кто родится и умрёт мужского пола".

На герольдмейстера возлагались заботы об образовании дворян и о правильном их распределении по службам. Первым герольдмейстером был назначен С. А. Колычёв.

## Борьба с уклонением от службы дворян
В 1721 году всем дворянам, как состоявшим на службе, так и уволенным, было приказано явиться на смотр, жившим в городах Петербургской губернии — в Санкт-Петербург, остальным — в Москву. Только дворяне, жившие и служившие в отдалённой Сибири и Астрахани, были избавлены от явки на смотр. На смотр должны были явиться все бывшие на прежних смотрах и даже все те, кто в провинциях находился у дел. Чтобы дела в отсутствие явившихся не остановились, дворяне были разделены на две смены: одна смена должна была прибыть в Петербург или Москву в декабре 1721 года, другая — в марте 1722 года. Этот смотр позволил герольдмейстеру пополнить и исправить все прежние списки дворян и составить новые. Главной заботой герольдмейстера стала борьба со старым уклонением дворян от службы. Меры против этого принимались самые обыкновенные. В 1703 году было объявлено, что дворяне, не явившиеся на смотр в Москву к указанному сроку, а также и воеводы, «чинящие им поноровку», будут без пощады казнены. Смертных казней однако не последовало, и правительство как в этот раз, так и позднее, за неявку отбирало только имения. В 1707 году с не явившихся на службу брали штраф, назначив последний срок явки, после которого было приказано неявившихся «бить батоги, сослать в Азов, и деревни их отписать на государя». Но эти крутые меры не помогли.
В 1716 года имена не явившихся на смотр в Петербург в предшествующем году было приказано напечатать, разослать по губерниям, городам и знатным сёлам и прибить всюду на столбах, чтобы все знали, кто укрывается от службы, и знали, на кого доносить. Особенно усердно сыском занимались фискалы. Но несмотря и на такие строгие меры, число дворян, умевших путём раздачи взяток и другими уловками уклоняться от службы, было значительно.

## Табель о рангах
Указом 16 (27) января 1721 года Пётр объявляет служебную заслугу, выраженную в чине, источником шляхетского благородства. Новая организация штатской службы и приравнение её к военной в смысле обязательности для шляхетства создавала потребность нового чиновного устройства и в этой сфере государственной службы. Это было достигнуто учреждением 24 января (4 февраля) 1722 года «Табели о рангах». В этой табели все должности были распределены на три вида: сухопутные и морские воинские, штатские и придворные. Каждый из этих видов службы делился на 14 рангов, или классов. Ряд воинских должностей начинается, идя сверху, генерал-фельдмаршалом и оканчивается фендриком. Этим сухопутным должностям соответствуют во флоте генерал-адмирал во главе ряда и корабельный комиссар в конце. Во главе штатских рангов стоит канцлер, за ним — действительный тайный советник, а внизу — провинциальные секретари (13-й класс) и коллежские регистраторы (14-й класс). «Табель о рангах» создавала переворот не только в служебной иерархии, но и в основах самого шляхетства. Поставив в основу деления на чины должность, замещавшуюся путём заслуги по личным качествам и по личной годности лица, в неё вступающего, Табель о рангах упразднила совершенно старинное деление на основе родовитости и происхождения и искореняла всякое значение аристократизма в русском государственном строе. Теперь всякий, достигнув личными заслугами известного чина, становился в соответствующую должность, и, не пройдя служебной лестницы с нижних чинов, никто не мог достичь высших. Служба, личная заслуга становятся источником шляхетства. В пунктах, которыми сопровождалась Табель о рангах, это было выражено очень определённо. Там сказано, что все служащие первых восьми рангов (не ниже майора и коллежского асессора) с потомством своим причисляются к лучшему старшему дворянству. В пункте 8 отмечается, что, хотя сыновьям российского знатнейшего дворянства и открывается для знатной их породы свободный доступ ко двору, и желательно, чтобы они от других во всяких случаях по достоинству отличались, однако за это никому из них никакого ранга не даётся, пока они государю и отечеству услуг не покажут и за оные характера (то есть государственного положения, выраженного в чине и соответствующей должности) не получат. Табель о рангах открывала далее широкий путь к дворянству для людей всех классов, раз эти люди попадали на военную и гражданскую службу и личными заслугами выдвигались вперёд. В силу всего этого конечным результатом действия Табели о рангах и была окончательная замена старинной аристократической иерархии породы новой бюрократической иерархией заслуги и выслуги.
От этого новшества пострадали, прежде всего, люди родовитые, те, кто издавна составляли избранный круг родословной знати при дворе и в правительстве. Теперь они стали на одну доску с рядовым шляхетством. Новые люди, выходившие из среды не только низших и захудалых служилых чинов, но и из людей пониже, не исключая холопов, проникают при Петре на высшие государственные должности. При нём с самого начала царствования на первое место становится А. Д. Меншиков, человек незнатного происхождения. Виднейшие деятели второй половины царствования — все люди незнатного происхождения: генерал-прокурор П. И. Ягужинский, правая рука Петра в это время, вице-канцлер барон Шафиров, генерал-полицмейстер Девиер — все они были иноземцы и иногородцы очень низкого происхождения; инспектор Ратуши, вице-губернатор архангелогородский Курбатов был из холопов, управляющий Московской губернией Ершов — тоже. Из старинной знати высокое положение сохранили при Петре князья Долгорукие, князь Куракин, князь Ромодановский, князья Голицыны, князь Репнин, Бутурлины, Головин и фельдмаршал граф Шереметев.
Чтобы возвысить в глазах окружающих значение своих неродовитых сподвижников, Пётр стал жаловать их иноземными титулами. Меншиков был возведён в 1707 году в сан светлейшего князя, а перед тем, по ходатайству царя, был сделан князем Священной Римской империи. Боярин Ф. А. Головин тоже сначала был возведён императором Леопольдом I в графское Римской империи достоинство.
Вместе с титулами Пётр, по примеру Запада, стал утверждать гербы дворян и выдавать грамоты на дворянство. Гербы, впрочем, ещё в XVII веке стали большой модой среди боярства, так что Пётр только узаконил эту склонность, заведшуюся под влиянием польского шляхетства.
По примеру Западу был учреждён в 1700 году и первый орден в России — «кавалерия» Св. апостола Андрея Первозванного, как высший знак отличия. Раз приобретённое службой дворянское достоинство со времён Петра передаётся по наследству, как пожалованное за выслугу, что является тоже новостью, не известной XVII веку, когда, по словам Котошихина, дворянство, как сословное достоинство, «не давалось никому». "Так, по табели о рангах, — говорил профессор А.Романович-Славатинский, — лестница в четырнадцать ступенек отделяла каждого плебея от первых сановников государства, и ничто не возбраняло каждому даровитому человеку, перешагнув эти ступени, добраться до первых степеней в государстве; она широко открыла двери, через которые посредством чина «подлые» члены общества могли «облагородиться» и войти в ряды шляхетства".

## Указ о единонаследии
Шляхетство времён Петра Великого продолжало по-прежнему пользоваться правом землевладения, но, раз изменились основы этого права, изменился и характер самого землевладения: раздача казённых земель в поместное владение прекратилась сама собой, как только окончательно установился новый характер дворянской службы, как только эта служба, сосредоточившись в регулярных полках, потеряла свой прежний ополченский характер. Поместная раздача заменилась тогда пожалованием населённых и ненаселённых земель в полную собственность, но не в качестве жалования за службу, а в награду за подвиги на службе. Этим самым закрепилось сложившееся уже в XVII веке слияние в одно вотчин и поместий. В своем законе «О движимом и недвижимом имении и о единонаследии», изданном 23 марта (3 апреля) 1714 года, Пётр не делал никакого различия между этими двумя старинными формами служилого землевладения, говоря только о недвижимом имении и разумея под этим выражением и поместные и вотчинные земли.
Содержание указа о единонаследии заключаются в том, что землевладелец, имеющий сыновей, мог завещать всё своё недвижимое имущество одному из них, которому хотел, но непременно только одному. Если землевладелец умирал без завещания, то всё недвижимое имущество переходило по закону к одному старшему сыну. Если землевладелец не имел сыновей, то мог завещать своё имение кому-нибудь из своих ближних или дальних родственников, кому хотел, но непременно кому-нибудь одному. В случае, если он умирал без завещания, имение переходило к ближайшему родственнику. Когда умерший оказывался последним в роде, он мог завещать недвижимое имущество одной из дочерей-девиц, замужней, вдове, кому хотел, но непременно одной. Недвижимое имущество переходило к старшей из замужних дочери, причём муж или жених обязывались принять фамилию последнего владельца.
Закон о единонаследии касался, впрочем, не одного шляхетства, но всех «подданных, какого чина и достоинства оные ни есть». Запрещалось закладывать и продавать не одни только вотчины и поместья, но и дворы, лавки, вообще всякое недвижимое имущество. Разъясняя, по своему обыкновению, в указе новый закон, Пётр указывает, прежде всего, на то, что «ежели недвижимое будет всегда одному сыну, а прочим только движимое, то государственные доходы будут справнее, ибо с большого всегда господин довольнее будет, хотя помалу возьмёт, и один дом будет, а не пять, и может лучше льготить подданных, а не разорять».
Указ о единонаследии просуществовал недолго. Он вызывал слишком большое недовольство в дворянской среде, и шляхетство всячески старалось обойти его: отцы продавали часть деревень, чтоб оставить деньги младшим сыновьям, обязывали единонаследника клятвой уплатить младшим братьям их часть наследия деньгами. В докладе, поданном Сенатом в 1730 году императрице Анне Иоанновне, указывалось, что закон о единонаследии вызывает среди членов дворянских семей «ненависти и ссоры и продолжительные тяжбы с великим для обеих сторон убытком и разорением, и небезызвестно есть, что не токмо некоторые родные братья и ближние родственники между собой, но и отцов дети побивают до смерти». Императрица Анна отменила закон о единонаследии, но сохранила одну существенную его черту. Указом, отменявшим единонаследие, повелевалось «впредь, как поместья, так и вотчины, именовать равно одно недвижимое имение — вотчина; и отцам и матерям детей своих делить по Уложению всем равно, тако ж и за дочерьми в приданое давать по-прежнему».
В XVII веке и раньше служилые люди, осевшие по уездам Московского государства, жили довольно сплочённой общественной жизнью, создавшейся около того дела, которое они должны были отбывать «даже до смерти». Военная служба собирала их в некоторых случаях группами, когда каждой приходилось устраиваться самой в себе, чтобы всем вместе отбыть смотр, выбрать губного старосту, приготовиться к походу, выбрать депутатов на Земский собор и т. д. Наконец, самые полки московской армии составлялись каждый из дворян одной местности, так что соседи служили все в одном отряде.

## Корпоративность дворянства
При Петре Великом эти начала общественной организации в некоторых отношениях перестали существовать, в других получили дальнейшее развитие. Исчезла соседская порука друг по друге в исправной явке на службу, прекратилась самая служба соседей в одном полку, прекратились выборы «окладчиков», которые под надзором присланного из Москвы «большого человека» собирали сведения о службе каждого дворянина и на основании этих сведений производили развёрстку поместных дач и денежного жалования, когда оно полагалось. Но старинной способностью служилых людей действовать сообща, или, как принято говорить, корпоративно, Пётр воспользовался, чтобы возложить на местное дворянство некоторое участие в местном самоуправлении и в сборе государственных повинностей. В 1702 году последовало упразднение губных старост. После реформы губернской администрации в 1719 году местное дворянство избирало с 1724 года комиссаров от земли и наблюдало за их деятельностью. Комиссары должны были каждый год давать отчёт в своей деятельности уездному дворянскому обществу, которое их выбрало и за замеченные неисправности и злоупотребления могло предать виновных суду и даже подвергнуть наказанию: штрафу или даже конфискации имения.
Всё это были жалкие остатки прежней корпоративной объединённости местного дворянства. Оно участвует теперь в местной работе далеко не в полном составе, так как большая часть членов его служит, рассеянная по всему пространству империи. Дома, на местах, живут только старые да малые и очень редкие отпускные.

## Результаты сословной политики Петра Великого
Таким образом, новое устройство, новые способы и приёмы службы разрушили прежние местные корпоративные организации дворянства. Эта перемена, по мнению В. О. Ключевского, «была, может быть, самой важной для судьбы России как государства». Регулярные полки петровской армии не односословны, а разносословны и не имеют никакой корпоративной связи с местными мирами, так как состоят из лиц, набранных вразброд отовсюду и редко возвращающихся на родину.
Место прежнего боярства занял «генералитет», состоящий из особ первых четырёх классов. В этом «генералитете» личная выслуга безнадёжно перемешала представителей прежней родовой знати, людей поднятых службой и заслугой с самых низов провинциального дворянства, выдвинувшихся из других общественных группировок, иноземцев, наехавших в Россию «на ловлю счастья и чинов». Под сильной рукой Петра генералитет был безответным и покорным исполнителем воли и предначертаний монарха.
Законодательные меры Петра, не расширяя сколько-нибудь существенно сословных прав шляхетства, отчётливо и существенно изменили формы той обязанности, которая лежала на служилых людях. Военное дело, бывшее в московские времена повинностью служилых людей, становится теперь повинностью всех слоёв населения. Низшие слои поставляют солдат и матросов, дворяне, по-прежнему продолжая служить поголовно, но имея возможность легче проходить в чины благодаря получаемой дома школьной подготовке, становятся во главе вооружённой массы и руководят её действиями и военным обучением. Далее, в московское время одни и те же люди несли службу и военную и гражданскую, при Петре обе службы строго разграничиваются, и часть шляхетства должна посвящать себя исключительно гражданской службе. Затем, дворянин петровских времён по-прежнему обладает исключительным правом землевладения, но вследствие указов о единонаследии и о ревизии он делается обязанным управителем своих недвижимых имуществ, ответственным перед казной за податную исправность своих крестьян и за тишину и спокойствие в своих деревнях. Дворянство обязано теперь ещё для подготовки к службе учиться и приобретать ряд специальных знаний.
С другой стороны, дав служилому классу общее название шляхетства, Пётр присвоил дворянскому званию значение почётного благородного достоинства, даровал дворянству гербы и титулы, но вместе с тем разрушил прежнюю замкнутость служилого класса, действительное «благородство» его членов, открыв путём выслуги, через табель о рангах, широкий доступ в среду шляхетства людям других сословий, законом же о единонаследии открыл выход из дворянства в купцы и духовенство тем, которые хотели этого. Этот пункт табели о рангах привёл к тому, что в XVIII веке лучшие фамилии старинных служилых людей затерялись в массе дворян нового, служебного происхождения. Дворянство России, так сказать, демократизировалось: из сословия, права и преимущества которого определялись происхождением, оно становится сословием военно-бюрократическим, права и преимущества которого создаёт и наследственно определяет государственная служба.
Так наверху общественного деления граждан России образовался привилегированный земледельческий слой, поставляющий, так сказать, командный состав для армии граждан, созидающих своим трудом государственное богатство. Пока ещё этот класс прикреплён к службе и науке и тем усиленным трудом, который он несёт, оправдывает, можно сказать, те большие преимущества, какие он имеет. События после смерти Петра показывают, что шляхетство, пополняя гвардию и правительственные канцелярии, — сила, с мнением и настроением которой должно считаться правительство. После Петра генералитет и гвардия, то есть шляхетство, находящееся на службе, даже «делают правительство» путём дворцовых переворотов, пользуясь несовершенством закона о престолонаследии.
Сосредоточив в своих руках землю, имея в своём распоряжении труд крестьян, шляхетство почувствовало себя крупной общественной и политической силой, но уже не столько служилой, сколько землевладельческой. Поэтому оно начинает стремиться к освобождению себя от тягостей подневольной крепостной службы государству, с сохранением, однако, всех тех прав, какими правительство думало обеспечить трудоспособность шляхетства.